# هارتلی (کالیفرنیا)
هارتلی (به انگلیسی: Hartley) یک منطقهٔ مسکونی در ایالات متحده آمریکا است که در شهرستان سولانو، کالیفرنیا واقع شده‌است. هارتلی ۱۶٫۸۴۸ کیلومتر مربع مساحت و ۲٬۵۱۰ نفر جمعیت دارد و ۳۹٫۹۳ متر بالاتر از سطح دریا واقع شده‌است.